# San’yō Kasei Kōgyō
San’yō Kasei Kōgyō K.K. (jap. 三洋化成工業株式会社, engl. Sanyo Chemical Industries, Ltd.) ist ein japanisches Chemieunternehmen mit Sitz in Kyōto.
Das Unternehmen wurde 1949 als San’yō Yushi Kōgyō K.K. (三洋油脂工業株式会社, „San’yō Fette und Öle AG“) gegründet und nahm 1963 den heutigen Namen an. 1992 ging San’yō ein Joint Venture mit Hercules Inc. ein, das 2001 ganz übernommen wurde.
Das Gemeinschaftsunternehmens mit Toyota Tsūshō, SDP Global, stellt Superabsorber-Polymere her. San’yō produziert außerdem diverse Zusatzstoffe für Polymere, Überzugsmittel für Tabletten, milde Tenside sowie Polyethylenglycol.